# والدروهرباخ
والدروهرباخ (به آلمانی: Waldrohrbach) یک شهر در آلمان است که در زودلیشه واینشتراسه واقع شده‌است. والدروهرباخ ۴۱۰ نفر جمعیت دارد.